# Campioni italiani assoluti di atletica leggera - Staffetta svedese maschile
Questa pagina raccoglie un elenco di tutti i campioni italiani dell'atletica leggera nella staffetta svedese, specialità che fece parte del programma dei campionati dal 1930 al 1932 e dal 1993 al 1995. Dal 1993 al 1995 la successione delle frazioni era 100+200+300+400 metri.

## Albo d'oro
| Anno      | Società (atleti)                                                                               | Prestazione            |
| --------- | ---------------------------------------------------------------------------------------------- | ---------------------- |
| 1930      | ? Luigi Facelli Giovanni Fusarpoli Ruggero Maregatti Ugo Vianello                              | 2'03"2/5(m)            |
| 1931      | AS Ambrosiana Luigi Facelli Giovanni Fusarpoli Ruggero Maregatti Foresti                       | 1'59"2/5(m)            |
| 1932      | ? Manfredo Giacomelli Orlando Orlandini Enrico Torre Alessandro Trevisan                       | 2'04"1/5(m)            |
| 1933/1943 | Gara non in programma                                                                          | Gara non in programma  |
| 1944      | Edizione non disputata                                                                         | Edizione non disputata |
| 1945/1992 | Gara non in programma                                                                          | Gara non in programma  |
| 1993      | Centro Sportivo Carabinieri Rocco Ceselin Maurizio Federici Marco Menchini Andrea Montanari    | 1'56"38                |
| 1994      | Gruppi Sportivi Fiamme Gialle Angelo Cipolloni Fabrizio Mori Giovanni Puggioni Ashraf Saber    | 1'51"32                |
| 1995      | Centro Sportivo Carabinieri Raffaele Altissimo Andrea Amici Stefano Bellotto Maurizio Federici | 1'50"45                |